# Nepokoje v Řecku 2008

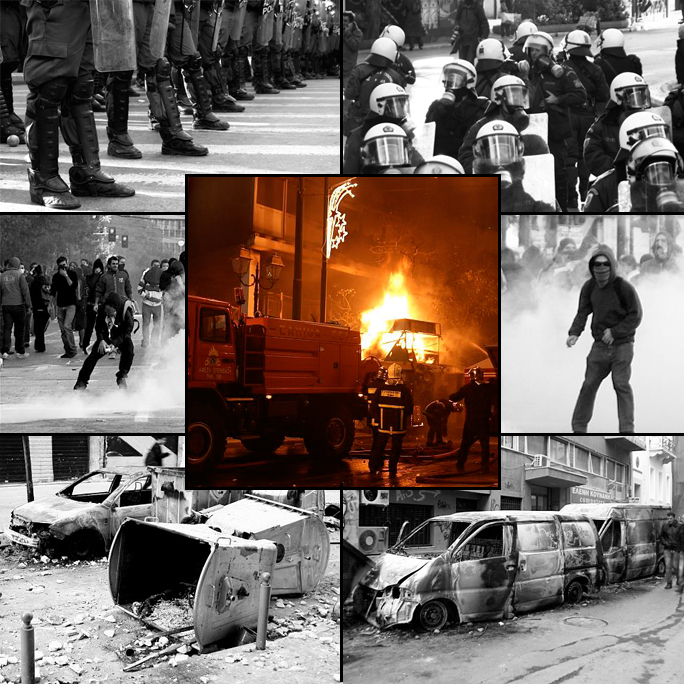
Záběry z nepokojů

Nepokoje v Řecku 2008 začaly 6. prosince 2008, když byl Alexandros Grigoropoulos (řecky: Αλέξανδρος Γρηγορόπουλος), patnáctiletý student, zastřelen policejním důstojníkem Epaminondasem Korkoneasem. Korkoneas, spolu s dalším policistou na hlídce, vystřelil ve čtvrti Exarcheia v Athénách. Policista tvrdí, že střílel do vzduchu a ne na Alexandrose Grigoropoulose. Dne 11. října 2010 byl policista shledán řeckým soudem vinným vraždou a odsouzen na doživotí, jeho kolega byl odsouzen na 10 let za spoluúčast.
Smrt Alexandrose vyústila v masové protesty a demonstrace, které eskalovaly do rozsáhlých nepokojů se stovkami protestujících poškozující majetek a napadající pořádkové jednotky Molotovovými koktejly a kameny. Demonstrace a nepokoje se rozšířily do několika dalších měst, včetně Soluně, druhého největšího města Řecka. Mimo Řecko proběhly solidární demonstrace a střety s místní policií v řadě evropských měst zahrnující Istanbul, Londýn, Paříž, Brusel, Řím, Dublin, Berlín, Frankfurt nad Mohanem, Madrid, Barcelona, Amsterdam, Haag, Kodaň, Bordeaux, Sevilla, Nikósie a Pafos. Noviny Kathimerini nazvaly nepokoje nejhoršími od obnovení demokracie v roce 1974.